# Pila-Canale
Pila-Canale es una comuna y población de Francia, en la región de Córcega, departamento de Córcega del Sur.
Su población en el censo de 1999 era de 265 habitantes.

## Demografía
| 461 | 488 | 408 | 305 | 265 | 278 |
| Para los censos de 1962 a 1999 la población legal corresponde a la población sin duplicidades (Fuente: INSEE [Consultar]) |     |     |     |     |     |

- Datos: Q637553
- Multimedia: Pila-Canale / Q637553

1. ↑  Worldpostalcodes.org, código postal n.º 20123.
2. ↑  INSEE, Datos de población para el año 2012 de Pila-Canale (en francés).